# Аничкова, Идалия Мечиславовна
Идалия Мечиславовна Аничкова (урождённая Пилсудская; 1843 ― после 1917) — русский прозаик.

## Биография
Дочь тайного советника М. И. Пилсудского. Была гувернанткой в дворянских усадьбах Прохоровского уезда Псковской губернии. В 1870 году вышла замуж за уездного предводителя дворянства Николая Николаевича Аничкова (1831—?). Опубликовала книгу автобиографического характера «Несколько слов из моей жизни. Журнал молодой девушки» (1880). Автор романа «Наташа Озерова. Роман из современных русских нравов» (1888), «Из жизни женщины» (1905), сборников «Повести и рассказы» (1891, 1896), рассказа «За что?» (1915). Основные темы ― жизнь провинциального дворянства, мелодраматические любовные истории, личные судьбы эстетствующих героинь.
Другие произведения: исторический роман «Рингильда» (1896; опубликован также под названием «Dominus Эйлард», 1896), бытовые очерки «Заметки из деревни» (1900), «полуволшебные» рассказы «Моим внучатам» (1906).